# ريتشارد جون يونياك
ريتشارد جون يونياك (22 نوفمبر 1753 - 11 أكتوبر 1830) هو ناشط مناهض للعبودية ومحامي وسياسي وعضو في مجلس نوفا سكوشا التشريعي والنائب العام لنوفا سكوشا. وفقًا للمؤرخ برايان كاثربرتون، كان يونياك «أكثر مواطني نوفا سكوشا تأثيرًا في زمانه... إيمانه بمصير نوفا سكوشا دولة شريكة في إمبراطورية عظيمة لم يكن له مثيل سوى إيمان جوزيف هاو». قضى 49 عامًا في خدمة الشعب في نوفا سكوشا. شارك في الثورة الأمريكية وسعى لتحرير الكاثوليك والسود الذين كانوا عبيدًا في نوفا سكوشا. دُفن في مقبرة كنيسة سانت بول. حُفظت ممتلكاته الكبيرة (نحو عام 1813) في متحف ومنتزه يونياك في ماونت يونياك.

## أيرلندا
ولد في كاسل تاون، بالينتوتيس، كاسلمارتير، مقاطعة كورك، أيرلندا، على بُعد أربعة كيلومترات فقط من عقارات عائلته في ماونت يونياك، التي أنشأها جده الكابتن جيمس يونياك. درس يونياك في مدرسة ليزمور في مقاطعة ووترفورد. في سن السادسة عشرة، تأثر بكاهن كاثوليكي، ونظرًا لأن ذلك لم يكن محببًا في عائلته البروتستانتية، أرسله والده إلى دبلن حيث وقع عقدًا مع مكتب المحاماة الخاص بتوماس غارد. في دبلن، أصبح يونياك مهتمًا بحركة الحكم الذاتي الأيرلندي الأكبر، وانضم في النهاية إلى القوميين الأيرلنديين. تسبب هذا في تصاعد التوتر في علاقته مع والده ومقاطعة عائلته له. رفض يونياك العودة إلى المنزل وبسبب عدم توفر المال، قرر في عام 1773 التخلي مبكرًا عن دراسته والبحث عن عمل في شمال أمريكا.

## نوفا سكوشا
وصل يونياك مع ديليسديرنييه إلى هوبويل كيب، بالقرب من مونكتون الحالية في عام 1775. وجد يونياك أن ظروف الاستيطان كانت صعبة، ولكنه استمتع بمغامرة السفر عبر الحدود البرية عبر قرية إيستموس شيغنكتو وزيارة مختلف المستوطنات في المنطقة.

### الاستقلال الأمريكي
في عام 1776، انضم يونياك إلى المتمردين الأمريكيين في معركة فورت كامبرلاند، على الرغم من أن ولاء حماه ديليسديرنييه كان للبريطانيين. بقيادة جوناثان إيدي، فرض المتمردون الأمريكيون حصارًا على فورت كامبرلاند ونهبوا السكان المحليين الذين بقوا أوفياء للبريطانيين. شارك يونياك في بعض هذه الأعمال واعتُقل أثناء محاولته للاستيلاء على إمدادات متجهة إلى الحصن.
بعد ذلك بوقت قصير، أُرسل أسيرًا إلى هاليفاكس. باعتباره متمردًا، واجه يونياك اتهامات بالخيانة. كان من الممكن أن يتعرض للإعدام شنقًا في حال إدانته. من المحتمل أن يكون سبب إطلاق سراحه هو علاقات عائلته، وحقيقة أن العديد من الضباط العسكريين في هاليفاكس خدموا مع عدة من إخوته، بالإضافة إلى أنه قدم أدلة لصالح العرش. منذ وقت تمرد إيدي، ازداد عداء يونياك ضد الأمريكيين، وقال في إحدى المرات أنهم «جنس من أكثر الوحوش الفاسدين والأشرار الذين يعيشون على وجه الأرض».

### الجمعية العامة في نوفا سكوشا
بعد مرور سبع سنوات على الثورة الأمريكية، أصبح يونياك عضوًا في مجلس الجمعية لأكثر من عشرين عامًا، فمثل ساكفيل تاون شيب بين عامي 1783 و1785، ثم مقاطعة هاليفاكس بين عامي 1785 و1793، وأخيرًا مقاطعة كوينز بين عامي 1798 و1805. في عام 1808، عُين عضوًا في مجلس نوفا سكوشا.

### التحرر الكاثوليكي
دعم يونياك قضية الإصلاح الديني في نوفا سكوشا التي هيمن البروتستانت عليها. في عام 1783، أعاد صياغة مشروع قانون وافق مجلس الجمعية في نوفا سكوشا عليه لإلغاء القانون الذي وافق عليه في عام 1758 والذي يدعو إلى تحريم الكاثوليكية. رفضت الحكومة البريطانية المشروع. جرى إقرار مشروع يونياك، ما سمح للكاثوليك بامتلاك الأراضي وبناء الكنائس وتوظيف الكهنة. في عام 1786، كان يونياك أحد أعضاء تأسيس الجمعية الخيرية الأيرلندية في هاليفاكس؛ التي تأسست لمساعدة الأيرلنديين المحتاجين بغض النظر عن انتمائهم الديني سواء كانوا بروتستانيين أم كاثوليكيين. في السنوات التالية، قدم يونياك تعديلات إضافية على القوانين التي سمحت للكاثوليك بإنشاء مدارس والمشاركة في الانتخابات. استمرت جهوده لتحقيق التحرير الكامل للكاثوليك حتى نجح في ذلك من خلال قانون تحرير الكاثوليك الروماني لعام 1829.

### إلغاء العبودية
بينما كان العديد من الأفارقة الذين وصلوا إلى نوفا سكوشا خلال الثورة الأمريكية أحرارًا، لم يكُن الجميع كذلك. وصل عبيد أفارقة إلى نوفا سكوشا باعتبارهم ملكية للأمريكيين البيض المواليين. في عام 1772، قبل الثورة الأمريكية، حظرت بريطانيا تجارة العبيد في الجزر البريطانية تلاه قرار قضية «كايت ضد ويدربورن» في اسكتلندا في عام 1778. أثر هذا القرار بدوره على مستعمرة نوفا سكوشا. بقيادة يونياك، رفض مجلس نوفا سكوشا تشريع الرق في عام 1787 و1789 ومرة أخرى في 11 يناير 1808.
هزم يونياك جهود جيمس دي لانسي للاعتراف بالرق في نوفا سكوشا بشكل قانوني. (قانون منع تجارة العبيد حظر تجارة العبيد في الإمبراطورية البريطانية في عام 1807، وقانون إلغاء العبودية في عام 1833 حظر الرق تمامًا.)

### الهجرة
بصفته النائب العام، عمل يونياك على زيادة عدد المهاجرين القادمين إلى مستعمرة نوفا سكوشا لمواصلة النمو الاقتصادي. كان إلغاء منح الأراضي المجانية جزءًا من مشكلة الهجرة وتعثرها. في عام 1806، دعم يونياك إعادة منح الأراضي للمستوطنين. علاوة على ذلك، عمل على استصلاح مساحات كبيرة من الأراضي من مالكيها الذين كانت نيتهم الوحيدة هي التكهن بالأراضي التي يمتلكونها، إذ شعر أن ذلك أبطأ وصول المستوطنين الجدد. بحلول عام 1820، جرى استصلاح مساحة تبلغ 100,000 فدان (400 كيلومتر مربع) من الأراضي التي أصبحت بعد ذلك متاحة للحكومة، ما سمح لها بمنح أراضي جديدة للعديد من المهاجرين الذين استوطنوا في المقاطعة بعد حروب نابليون. من 75,000 نسمة في عام 1815، وصل عدد سكان نوفا سكوشا إلى 200,000 نسمة في عام 1838.

### التعليم
كان ليونياك دور مهم أيضًا في إنشاء جامعة كلية الملك في ويندسور عام 1789، وعلى الرغم من أنه ليس من الطوائف الأنجليكانية، شغل منصبًا في مجلس إدارتها.

### الخدمة العسكرية
خلال حروب الثورة الفرنسية وحروب نابليون، بقي تهديد الغزو موجودًا ومستمرًا. لمواجهة هذا التهديد، حافظت نوفا سكوشا على المليشيات. في عام 1793، كان يونياك نائب القائد الثاني للكتيبة الثانية من الميليشيا، وفي عام 1794 جرى ترقيته إلى رتبة مقدم للكتيبة الثامنة.

### الخلافات الشخصية
يُعتبر يونياك شخصية تعبيرية للمستوطنين الذين وصلوا إلى نوفا سكوشا قبل الولاء للإمبراطورية المتحدة، ما جعله يتورط في خلافات مع عدد من المسؤولين الموالين للإمبراطورية المتحدة، بما في ذلك جون وينتوورث الذي عُين حاكمًا مساعدًا في عام 1792، والمحامي والقاضي سامبسون سالتر بلويرز الذي تحدى يونياك إلى مبارزة مرتين. كان سبب تحدي المبارزة الثانية هو اتهام الموالي جوناثان ستيرنز، المدعي العام وحليف بلويرز، يونياك بالتحيز ضد المواليين في المحاكم. أدت هذه الاتهامات إلى نشوب مشاجرة في الشارع بين ستيرنز ويونياك في عام 1798، وكان ستيرنز في حالة صحية سيئة وتوفي بعد وقت قصير. لام بلويرز يونياك على وفاة ستيرنز وتحداه إلى مبارزة، ولكن قضاة هاليفاكس ألغوا تلك المبارزة للحفاظ على السلام، بينما بقيت العداوة بين يونياك وبلويرز طيلة حياتهما.